# Vicente Msosa
Vicente Msosa (nascido em 18 de fevereiro de 1981, Chuanga, Niassa) é um bispo anglicano moçambicano. Ele era o bispo mais jovem da Comunhão Anglicana quando foi consagrado como bispo de Niassa em 2017. Desde 2024, ele é o primeiro bispo presidente eleito da Igreja Anglicana de Moçambique e Angola (IAMA), a mais nova província da Comunhão Anglicana.

## Início da vida, educação e carreira
Msosa foi educado localmente e após terminar o ensino secundário, mudou-se para estudar na Escola de Formação de Professores. Enquanto trabalhava como professor, também se envolveu na evangelização.
Estudou teologia no College of the Transfiguration, em Grahamstown, África do Sul, onde obteve um diploma. Foi ordenado diácono e depois padre em 2013. Depois estudou para uma licenciatura em teologia na Malawian Lake Anglican University; também estudou um mestrado em ministério com a Minnesota School of Theology e é candidato a PhD em Missão, Liderança e Desenvolvimento, no Seminário Teológico Gordon Cornwell, Boston. Ele foi Diretor de Evangelismo do Ministério da Juventude em Lichinga e Coordenador Diocesano do Ministério e treinamento Enraizados em Jesus para Catequistas. Era padre na Igreja de São Paulo em Lichinga quando foi eleito bispo.
Msosa é casado com Anastacia e eles têm três filhos.

## Episcopado
A assembleia eletiva da Diocese de Niassa não conseguiu eleger um bispo em janeiro de 2016, deixando a nomeação para a Câmara dos Bispos da Igreja Anglicana da África Austral. Vicente Msosa foi selecionado em setembro de 2016 e consagrado em 25 de fevereiro de 2017. A instalação de Msosa ocorreu na Catedral de Lichinga no dia 1º de abril seguinte, em um serviço presidido pelo Arcebispo Thabo Makgoba. Aos 35 anos, ele se tornou o bispo mais jovem da Comunhão Anglicana. Ele foi um dos dois bispos da ACSA a comparecer à GAFCON III em Jerusalém em junho de 2018. Também é graduado do Instituto de Treinamento Episcopal da GAFCON (Global Fellowship of Confessing Anglicans).
Em 2021, quando a Igreja Anglicana de Moçambique e Angola foi formada como uma província anglicana lusófona, Msosa escolheu ser o primeiro bispo da Diocese Missionária da Zambézia, formada a partir da Diocese de Niassa, sendo inaugurada em 16 de março. Em 15 de novembro de 2024, Msosa foi eleito o primeiro bispo presidente e primaz da IAMA, sucedendo Carlos Matsinhe, da Diocese dos Libombos, que serviu em caráter interino desde o início da IAMA.
Msosa foi instalado como primaz em 26 de janeiro de 2025, em cerimônia no Centro de Conferências de Belas, Luanda. Ele alinhou a IAMA com a Global South Fellowship of Anglican Churches. Além dos bispos convidados das províncias da Comunhão Anglicana da Igreja da Inglaterra e do Sudão do Sul, o Secretário Geral da GAFCON, Paul Donison, da Igreja Anglicana na América do Norte, e Miguel Uchôa, da Igreja Anglicana no Brasil, com quem a IAMA está firmando parcerias para o treinamento teológico da província, também estavam presentes.